# Monte-Carlo Rolex Masters 2019
Monte-Carlo Rolex Masters 2019 — 113-й розыгрыш ежегодного профессионального теннисного турнира среди мужчин, проводящегося во французском городе Рокебрюн—Кап-Мартен и являющегося частью тура ATP в рамках серии ATP Masters 1000  с турнирной сеткой, рассчитанной на 56 участников в одиночном разряде и 32 пары.
В 2019 году турнир прошёл с 15 по 21 апреля на кортах Monte-Carlo Country Club. Соревнование продолжало околоевропейскую серию грунтовых турниров, подготовительную к майскому Ролан Гаррос.
Прошлогодние победители:
- в одиночном разряде —  Рафаэль Надаль
- в парном разряде —  Боб Брайан и  Майк Брайан

## Общая информация
Одиночный турнир собрал шесть представителей топ-10 мирового рейтинга. Первым номером посева стал лидер мирового рейтинга Новак Джокович. Сербский теннисист смог доиграть до четвертьфинала, где его обыграл № 10 посева Даниил Медведев. Победитель трёх последних лет и рекордсмен турнира Рафаэль Надаль защищал титул под вторым номером посева, но на этот раз не смог одержать очередную победу. В полуфинале его обыграл итальянец Фабио Фоньини в двух сетах. После этого Фоньини в финале смог выиграть ещё у одного теннисиста без посева Душана Лайовича и завоевал титул. Он стал первым представителем Италии с 1968 года, которому удалось стать чемпионом в Монте-Карло в одиночных соревнованиях. В основных соревнованиях приняли участие три представителя России Даниил Медведев, Андрей Рублёв и Карен Хачанов, но лишь Медведев смог пройти далеко по сетке (полуфинал), а остальные проиграли свой первый матч на турнире.
В мужском парном разряде первыми номерами посева стали чемпионы 2016 года Николя Маю и Пьер-Юг Эрбер, однако французский дуэт выбыл уже в первом раунде. Прошлогодние чемпионы братья Брайаны не защищали свой титул. Победу смогли одержать седьмые номера посева Никола Мектич и Франко Шкугор из Хорватии, которые в финале обыграли, не имевших посева Уэсли Колхофа и Робина Хасе. Теннисисты, представляющие Хорватию, впервые победили на местном турнире.

### Распределение рейтинговых очков
| Турнир Мастерс 1000 | Победитель | Финалист | Полуфиналист | Четвертьфиналист | Третий раунд | Второй раунд | Первый раунд | Победитель квалификации | Q2 | Q1 |
| Мужской одиночный   | 1000       | 600      | 360          | 180              | 90           | 45           | 10           | 25                      | 16 | 0  |

### Посев игроков
| Страна         | Теннисист           | Рейтинг1 | Посев |
| -------------- | ------------------- | -------- | ----- |
| Сербия         | Новак Джокович      | 1        | 1     |
| Испания        | Рафаэль Надаль      | 2        | 2     |
| Германия       | Александр Зверев    | 3        | 3     |
| Австрия        | Доминик Тим         | 5        | 4     |
| Япония         | Кэй Нисикори        | 6        | 5     |
| Греция         | Стефанос Циципас    | 8        | 6     |
| Хорватия       | Марин Чилич         | 11       | 7     |
| Россия         | Карен Хачанов       | 12       | 8     |
| Хорватия       | Борна Чорич         | 13       | 9     |
| Россия         | Даниил Медведев     | 14       | 10    |
| Италия         | Марко Чеккинато     | 16       | 11    |
| Грузия         | Николоз Басилашвили | 17       | 12    |
| Италия         | Фабио Фоньини       | 18       | 13    |
| Франция        | Гаэль Монфис        | 19       | 14    |
| Канада         | Денис Шаповалов     | 20       | 15    |
| Бельгия        | Давид Гоффин        | 21       | 16    |
| Великобритания | Кайл Эдмунд         | 22       | 17    |

- Рейтинг учтён на 8 апреля 2019 года.

Теннисисты, получившие «Уайлд-кард»:
- Феликс Оже-Альяссим
- Лукас Катарина
- Танаси Коккинакис
- Хауме Мунар

Теннисисты, имеющие защищённый рейтинг:
- Жо-Вильфрид Тсонга

Теннисисты, победители квалификации:
- Алексей Попырин
- Андрей Рублёв
- Лоренцо Сонего
- Хуан Игнасио Лондеро
- Аляж Бедене
- Гидо Андреосси
- Федерико Дельбонис

Теннисисты, счастливые участники (LL) квалификации:
- Таро Даниэль

## Соревнования

### Одиночный турнир
Фабио Фоньини обыграл  Душана Лайовича со счётом 6-3, 6-4.
- Фоньини выиграл 1-й одиночный титул в сезоне и 9-й за карьеру в основном туре ассоциации.
- Фоньини выиграл дебютный титул серии Мастерс.
- Лайович сыграл дебютный одиночный финал в основном туре ассоциации.

### Парный турнир
Никола Мектич /  Франко Шкугор обыграли  Уэсли Колхофа /  Робина Хасе со счётом 6-7(3), 7-6(3), [11-9].
- Мектич выиграл 3-й парный титул в сезоне и 7-й за карьеру в основном туре ассоциации.
- Шкугор выиграл 2-й парный титул в сезоне и 5-й за карьеру в основном туре ассоциации.